# 秋田運輸区
秋田運輸区（あきたうんゆく）は、秋田県秋田市にかつて存在した、東日本旅客鉄道（JR東日本）秋田支社の運転士・車掌が所属する組織である。2024年3月15日限りで廃止し、現在は秋田統括センター。

## 沿革
- 1908年（明治41年）1月11日 - 秋田車掌所を設置。
- 1965年（昭和40年）
  - 9月27日 - 秋田機関区秋田操派出を設置。
  - 10月1日 - 秋田車掌区秋田操支区を設置（のち廃止）。
- 1972年（昭和47年）10月2日 - 秋田機関区が秋田操駅へ移転。旧秋田機関区は運転士配置箇所として残り、秋田機関区秋田派出を設置。
- 1973年（昭和48年）4月10日 - 秋田機関区秋田派出が秋田機関区秋田支区に改称。
- 1987年（昭和62年）3月1日 - 秋田機関区秋田支区を秋田運転所に改称、秋田機関区を秋田運転所秋田支所に改称。
- 1993年（平成5年）3月31日 - 秋田運転所・秋田車掌区を統合し秋田運輸区発足。秋田運転所秋田支所は南秋田運転所へ移管。
- 2005年（平成17年）9月22日 - ISO9001認証取得。
- 2024年（令和6年）3月16日 - 秋田営業統括センターと統合し、秋田統括センター発足。当区は廃止。

| スタブアイコン | サブスタブ | この項目は、まだ閲覧者の調べものの参照としては役立たない、鉄道に関連した書きかけの項目です。この項目を加筆・訂正などしてくださる協力者を求めています（P:鉄道/PJ:鉄道）。 |